# St. Martin (Kleinrinderfeld)

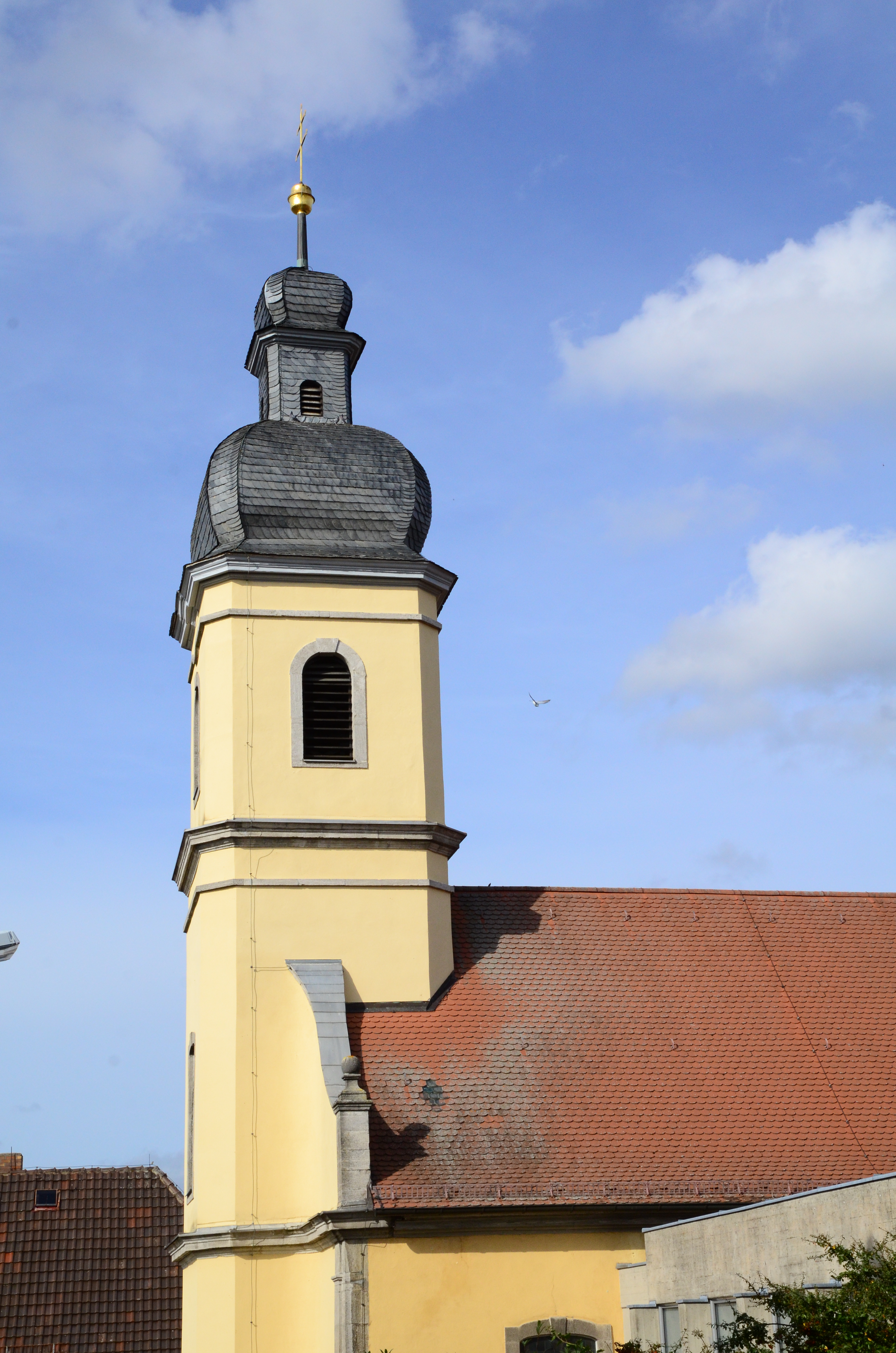
St. Martin in Kleinrinderfeld

Die römisch-katholische, denkmalgeschützte Pfarrkirche St. Martin steht in Kleinrinderfeld, einer Gemeinde im Landkreis Würzburg (Unterfranken, Bayern). Das Bauwerk ist unter der Denkmalnummer D-6-79-155-6 als Baudenkmal in der Bayerischen Denkmalliste eingetragen. Die Pfarrei gehört zur Pfarreiengemeinschaft St. Petrus – Der Fels (Kirchheim) im Dekanat Würzburg links des Mains des Bistums Würzburg.

## Beschreibung
Die Saalkirche wurde 1768 erbaut, weil der Vorgängerbau von 1598 zu klein geworden war. Sie besteht aus einem Fassadenturm im Westen, einem Langhaus und einem eingezogenen Chor im Osten. An der Südseite des Chors wurde 1889 die Sakristei angebaut. Der mit einer schiefergedeckten Welschen Haube bedeckte Fassadenturm ist durch Gesimse in drei Geschosse unterteilt, im obersten steht der Glockenstuhl. Aufgrund des Anstiegs der Bevölkerungszahl in Kleinrinderfeld wurde 1970 neben der Kirche ein Anbau errichtet. 
Der um 1725 gebaute Hochaltar stammt aus dem Karmelitenkloster St. Barbara (Würzburg). Die Kanzel hat Johann Peter Wagner 1778 für die Pfarrkirche in Kirchheim gebaut. Die Orgel mit 21 Registern, 2 Manualen und Pedal baute 1973 Norbert Krieger.